# San Jerónimo (Comayagua)
San Jerónimo (uit het Spaans: "Sint-Hiëronymus") is een gemeente (gemeentecode 0313) in het departement Comayagua in Honduras.
Het dorp is gesticht in 1830 onder de naam San Jerónimo del Espino. Door de gemeente loopt een uitloper van de Cordillera de Comayagua die La Choca genoemd wordt.

## Bevolking
De bevolking is als volgt verdeeld:
| Vrouwen | 11.076 | 50,2% |
| Mannen  | 10.988 | 49,8% |

## Dorpen
De gemeente bestaat uit achttien dorpen (aldea), waarvan de grootste qua inwoneraantal: San Jerónimo (code 031301), Ocotes Caidos (031312) en San Antonio de la Cuesta (031315).